# Chargeman Ken!
Chargeman Ken! (チャージマン研!?, Chājiman-ken!) è una serie televisiva anime del 1974. La serie, caduta nel dimenticatoio per la sua bruttezza, è stata riscoperta nel 2009 dopo l'uscita in DVD ed è diventata un meme. Viene ritenuta una delle peggiori serie anime per la sua scarsa cura delle animazioni e la sua storia illogica e demenziale.

## Trama
In una città futuristica, nell'anno 2074, la scienza ha fatto grandi progressi. Una razza di alieni chiamata Jural Seijin (ジュラル星人?) invade la Terra per rubare le sue risorse e Ken Izumi deve diventare il supereroe Chargeman Ken per fermarli.

## Personaggi
- Ken Izumi: protagonista, di cui alter-ego è il supereroe Chargeman Ken
- Kyaron Izumi: sorella di Ken
- Baricon: l'amico robot di Ken e spalla comica della serie.

## Episodi
La serie è lunga 65 episodi, di durata variabile fra cinque e sette minuti.

## Adattamenti
Nel 2019, la serie è stata adattata in un musical da CLIE.